# Stade Yacoub-El-Mansour
Stade Yacoub-El-Mansour – stadion piłkarski w Maroku, w Rabacie, na którym gra Union Yacoub El-Mansour. Mieści 2000 widzów, ma nawierzchnię sztuczną.